# Terengganu
Il Terengganu (già Trengganu; in giavanese: ترڠڬانو) è un sultanato e uno Stato della Malesia. La capitale è Kuala Terengganu. Si estende su una superficie di 12 955 km², e possiede una popolazione di 1 150 000 abitanti (nel 2007).

## Istruzione
Il Terengganu è lo stato con il punteggio medio più alto nel Sijil Pelajaran Malaysia (SPM), l'esame nazionale più rigoroso e rilevante del sistema educativo malese. Questo esame valuta gli studenti attraverso diverse tipologie di prove, tra cui scrittura, comprensione scritta, espressione orale in lingua inglese e malese, ascolto e memorizzazione. Per gli studenti musulmani, sono inoltre richieste prove specifiche come la lettura del Corano da un testo, la recitazione mnemonica del Corano e la declamazione di un hadith assegnato, tutti in arabo classico. Un esempio di istituto scolastico situato nel Terengganu è la SMK Sura.